# ネオリケッチア属
ネオリケッチア属（Neorickettsia）はグラム陰性の非運動性細胞内寄生性球菌である。基準種はネオリケッチア・ヘルミンソエカ（Neorickettsia helminthoeca）。ヒトの腺熱リケッチア症の病原菌であるエールリキア・センネツ（Ehrlichia sennetsu）及び、ウマのポトマック熱の病原菌であるエールリキア・リスチシ（Ehrlichia risticii）はかつてエールリキア属から、遺伝子の系統分析に基づきネオリケッチア属に移されたが、現在はエールリキア属に戻されている。属名は新しいリケッチア属を意味する。